# Grand Prix San Marina 2002
Grand Prix San Marina
XXII Gran Premio di San Marino
- 14. duben 2002
- Okruh Imola
- 62 kol x 4,933 km = 305,609 km
- 684. Grand Prix
- 56. vítězství Michaela Schumachera

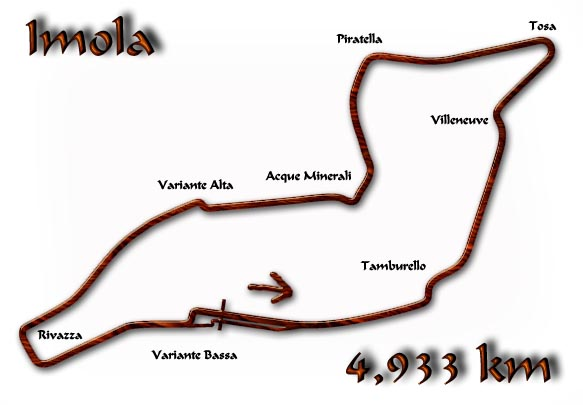
Mapka okruhu

- 147. vítězství pro Ferrari

## Výsledky
| Pozice | Jezdec                | Vůz              | Čas             |
| ------ | --------------------- | ---------------- | --------------- |
| 1      | Michael Schumacher    | Ferrari F2002    | 1:29'10.789     |
| 2      | Rubens Barrichello    | Ferrari F2002    | á 0:17:907      |
| 3      | Ralf Schumacher       | Williams FW24    | á 0:19:755      |
| 4      | Juan Pablo Montoya    | Williams FW24    | á 0:44:725      |
| 5      | Jenson Button         | Renault R202     | á 1:23:395      |
| 6      | David Coulthard       | McLaren MP 4/17  | á 1 kolo        |
| 7      | Jacques Villeneuve    | BAR 004          | á 1 kolo        |
| 8      | Felipe Massa          | Sauber C 21      | á 1 kolo        |
| 9      | Jarno Trulli          | Renault R202     | á 1 kolo        |
| 10     | Nick Heidfeld         | Sauber C 21      | á 1 kolo        |
| 11     | Mark Webber           | Minardi R202     | á 2 kola        |
| Kolo   | Odstoupily            | -                | -               |
| 51     | Enrique Bernoldi      | Arrows A23       | Motor           |
| 46     | Eddie Irvine          | Jaguar R3        | Rozvodovka      |
| 45     | Kimi Räikkönen        | McLaren MP 4/17D | Výfuk           |
| 45     | Olivier Panis         | BAR 004          | Motor           |
| 31     | Pedro de la Rosa      | Jaguar R3        | Rozvodovka      |
| 27     | Mika Salo             | Toyota TF02      | Převodovka      |
| 26     | Heinz-Harald Frentzen | Arrows A23       | Motor           |
| 20     | Giancarlo Fisichella  | Jordan EJ12      | Tlak hydrauliky |
| 6      | Takuma Sató           | Jordan EJ12      | Převodovka      |
| 0      | Allan McNish          | Toyota TF02      | Rozvodovka      |

### Nejrychlejší kolo
- Rubens Barrichello Ferrari 1'24.170 – 210.987 km/h

### Vedení v závodě
- 1-31 kolo Michael Schumacher
- 32 kolo Rubens Barrichello
- 33-46 kolo Michael Schumacher
- 47 kolo Rubens Barrichello
- 48-62 kolo Michael Schumacher

### Postavení na startu
| 1. řada  | 1                     | 2                  |
|          | Michael Schumacher    | Rubens Barrichello |
|          | Ferrari               | Ferrari            |
|          | 1'21.091              | 1'21.155           |
| 2. řada  | 3                     | 4                  |
|          | Ralf Schumacher       | Juan Pablo Montoya |
|          | Williams              | Williams           |
|          | 1'21.473              | 1'21.605           |
| 3. řada  | 5                     | 6                  |
|          | Kimi Räikkönen        | David Coulthard    |
|          | McLaren               | McLaren            |
|          | 1'22.104              | 1'22.490           |
| 4. řada  | 7                     | 8                  |
|          | Nick Heidfeld         | Jarno Trulli       |
|          | Renault               | Renault            |
|          | 1'22.757              | 1'22.833           |
| 5. řada  | 9                     | 10                 |
|          | Jenson Button         | Jacques Villeneuve |
|          | Renault               | BAR                |
|          | 1'22.857              | 1'23.116           |
| 6. řada  | 11                    | 12                 |
|          | Felipe Massa          | Olivier Panis      |
|          | Sauber                | BAR                |
|          | 1'23.681              | 1'23.821           |
| 7. řada  | 13                    | 14                 |
|          | Heinz-Harald Frentzen | Takuma Sato        |
|          | Arrows                | Jordan             |
|          | 1'23.838              | 1'23.932           |
| 8. řada  | 15                    | 16                 |
|          | Giancarlo Fisichella  | Mika Salo          |
|          | Jordan                | Toyota             |
|          | 1'24.253              | 1'24.328           |
| 9. řada  | 17                    | 18                 |
|          | Allan McNish          | Eddie Irvine       |
|          | Toyota                | Jaguar             |
|          | 1'24.331              | 1'24.579           |
| 10. řada | 19                    | 20                 |
|          | Mark Webber           | Enrique Bernoldi   |
|          | Minardi               | Arrows             |
|          | 1'24.790              | 1'24.808           |
| 11. řada | 21                    | 22                 |
|          | Pedro de la Rosa      | Alex Yoong         |
|          | Jaguar                | Minardi            |
|          | 1'24.852              | 1'27.241           |
| -------- | --------------------- | ------------------ |

- Modře – Nekvalifikoval se / Nepřekonal 107% času vítěze kvalifikace : 1'26"767

### Zajímavosti
- 75 GP pro Jaguar
- 50 GP pro Pedra de la Rosu